# Pogorioci
Pogorioci su naselje u općini Tuzla, Federacija BiH, BiH.

## Zemljopis
Smješteni su sjeverozapadno od Tuzle, od koje su udaljeni 5 km zračne udaljenosti. Pogorioce okružuju naselja Brgule, Milešići, Ljepunice, Jasici, Rapače, Divkovići, Plane.

## Vode
U blizini sa zapadne strane u Milešićima i Brgulama su Osojački potok i Mramorski potok. U blizini s istoka u Lipnici i Jasicima je Joševica.

## Promet
Naselje nije uz glavne prometnice. Do Pogorioca se dolazi lokalnom cestom. Do Tuzle se iz Pogorioca stiže lokalnom cestom na Ljepunice, Jasike, Rapače, Bukinje gdje se dolazi na državnu cestu M4 kojom se ide do Kreke i Tuzle. Drugi put, nešto duži ali preko državne ceste jest lokalnom cestom do Milešića na državnu cestu M1.8 pa kroz Brgule, Mihatoviće i Plane na petlju Šićki Brod, otkamo se vozi prema Bukinju, Kreki i Tuzli.

## Gospodarstvo
Neposredno kod Pogorioca je odlagalište šljake. Šljačište je veliki izvor zagađenja. Prekomjerne su koncentracije teških metala arsena, kadmija, kroma i nikla nađene analizom tla i procjedne vode, a situacija nije bolja ni u drugim naseljima oko šljačišta Divkovićima, Hudeču i Planama. Kod tih je naselja bilo predviđeno prostornim planom još jedno šljačište, što su građani na javnoj raspravi odbili.

## Crkva
Naselje Pogorioci pripada župi sv. Franje Asiškog u Šikari. U Pogoriocu se nalazi kapelica.

## Stanovništvo
| Pogorioci          |       |       |       |       |
| godina popisa      | 1991. | 1981. | 1971. | 1961. |
| Hrvati             | 576   | 800   | 1046  | 631   |
| Srbi               | 5     | 5     | 2     | 4     |
| Muslimani          | 4     | 9     |       |       |
| Makedonci          |       | 1     |       |       |
| Jugoslaveni        | 58    | 80    |       |       |
| ostali i nepoznato | 89    | 9     | 2     |       |
| ukupno             | 732   | 904   | 1050  | 635   |